# 9x19mmパラベラム弾

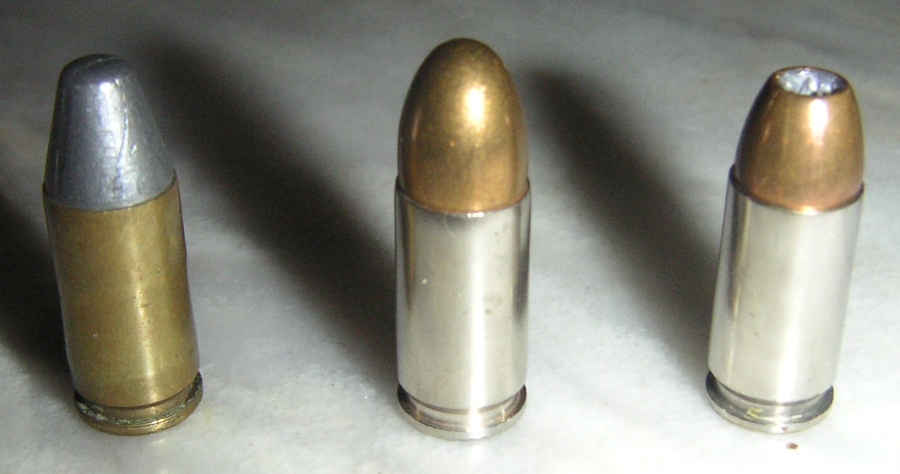
3種類の弾丸: 左からアンジャケッテッド（むき出しの鉛）、フルメタルジャケット、ホローポイント弾

9x19mmパラベラム弾（9ミリパラベラムだん、9x19mm Parabellum）、9mmルガー弾（9ミリルガーだん、9mm Luger）、9x19mm NATO弾は、ドイツの複数の銃器・弾薬製造会社が合併して設立されたドイツ武器弾薬工業 (DWM) が開発した、拳銃用の実包（カートリッジ）。7.65mmルガー弾の強化版である。弾体直径9mm、薬莢（ケース）の長さが19mmなので「9x19」とも表示される。
この弾は反動が比較的弱いが、非常にフラットな弾道を示す。優れた点は、小さく多弾装化が容易であることと、実包の製造に大した原料を必要としないところにある。
現在では世界で最も広く使用されている弾薬であり、民間でもこの弾を使用する小火器が広く使用されている。さらには第二次世界大戦以降、世界で使用される短機関銃用弾薬の主流でもある。
パラベラムの名はラテン語のことわざ「Si Vis Pacem, Para Bellum」（平和を望むならば戦いに備えよ）に由来しており、「戦いに備えよ」の部分を取り出したもの。そしてこれはDWMのモットーでもあった。
価格は50発あたり約12ドル（2012年・ウォルマート調べ）。

## 開発の経緯
7.65x21mmパラベラム弾を基にしてゲオルグ・ルガーは、DWMで9x19mmパラベラム弾を開発し、それをイギリスのヴィッカース社（機関銃などを製造したメーカー）を通じて英国小火器委員会に自身が開発したルガーを9mmにネックアップしたものと一緒に提出した。1903年には3タイプの9mm弾がアメリカ陸軍に提供され、スプリングフィールド造兵廠にて実射実験が行われている。1904年には自国、ドイツもその新型弾に強い興味を示すようになった。
初期の9x19mmパラベラム弾は7.65x21mm弾に特徴的であったボトルネックを廃しただけのものであり、わずかにテーパーのかかったリムの無い薬莢を使用していた。1910年に弾丸が再設計され、より自動装填に適した形に改められた。薬莢部分のわずかなテーパーはそのままであるため、サブマシンガンで使用される装弾数が30発程度の弾倉はMP5やUMP9のように湾曲しているものも一部存在する。
第一次世界大戦終了後からは各国に採用され、世界中で幅広く使用されるようになる。
第二次世界大戦中のドイツでは、鉛の使用を抑えるため、それまでの鉛芯を鉄芯に替えて鉛で周囲をコーティングした弾を開発した。これは弾丸が黒色であることが外見的特徴であり、Pistolenpatrone 08 mit Eisenkern（08スチールコア拳銃弾）と呼ばれた。また、戦時中にはPistolenpatrone 08 SEという弾丸も開発され、弾丸が暗褐色という外見的特徴を持っていた。これは鉄粉を高温で焼結形成して作ったもので、SEは焼結鉄（Sinter-Eisen）を示す。
特殊弾として、薬莢底部にXの刻印が入って薬莢全体が緑色に塗られ、150gr (9.7g) という重い弾丸を装備した実包も戦時中に開発された。これはサプレッサーを装備した銃に使用する亜音速弾であり、当時の他国でも同じタイプの弾丸が開発された。
第二次世界大戦後には精度を向上させるため、弾体重量を6-8%ほど増やして8gに変えられた。1986年にFBIで旧式の7.4gの弾体を持つ弾と後期型の重量弾（8g弾など）でトライアルが行われ、新型弾のほうが命中時に対象に効果的に打撃を与えられるという調査結果が出て以降、警察でも8gの弾丸が採用された。現在では9.5gまでの各種9mm弾が販売されている。

## 薬莢の材質とデザイン
真鍮
その誕生時から9mm弾の薬莢には真鍮が使われていた。外見、耐久性、視認性を向上させるため、外側はニッケル（銀色）か銅（金色）でコーティングされる。
アルミ
真鍮の使用を抑えるために1941年からスイスではアルミ薬莢が開発され、今日でも使用され続けている。
鉄
第一次世界大戦以後、各国で鉄製薬莢が試作された。鉄や鋼は真鍮やアルミに較べて柔軟性に劣るため、自動火器での使用に耐える鉄薬莢は第二次世界大戦半ばまで作れなかった。比較的柔軟な軟鋼で薬莢を作って、必要に応じ表面に保護処理を施し、その実包を酸化性雰囲気を排除した容器に密封保管し、開封してすぐに使用することによって錆びやすさに対処する。現在でも中国やロシアなどで生産されている。